# فيرنون سمول
فيرنون سمول (بالإنجليزية: Vernon Small)‏ هو لاعب شطرنج نيوزلندي، ولد في 18 يوليو 1954 في إنجلترا في المملكة المتحدة.

## وصلات خارجية
- فيرنون سمول على موقع الاتحاد الدولي للشطرنج (الإنجليزية)
- فيرنون سمول على موقع مباريات الشطرنج (الإنجليزية)
- فيرنون سمول على موقع Chesstempo.com (الإنجليزية)
- فيرنون سمول سجل أولمبياد الشطرنج على موقع OlimpBase.org (الإنجليزية)